# کاخ ملکه تخت جمشید
کاخ ملکه که در بخش پلکان‌های جنوبی کاخ هدیش قرار دارد، به دلیل وجود اتاق‌ها و حیاط‌های اختصاصی کاخ ملکه یا حرمسرای پادشاه نام دارد.

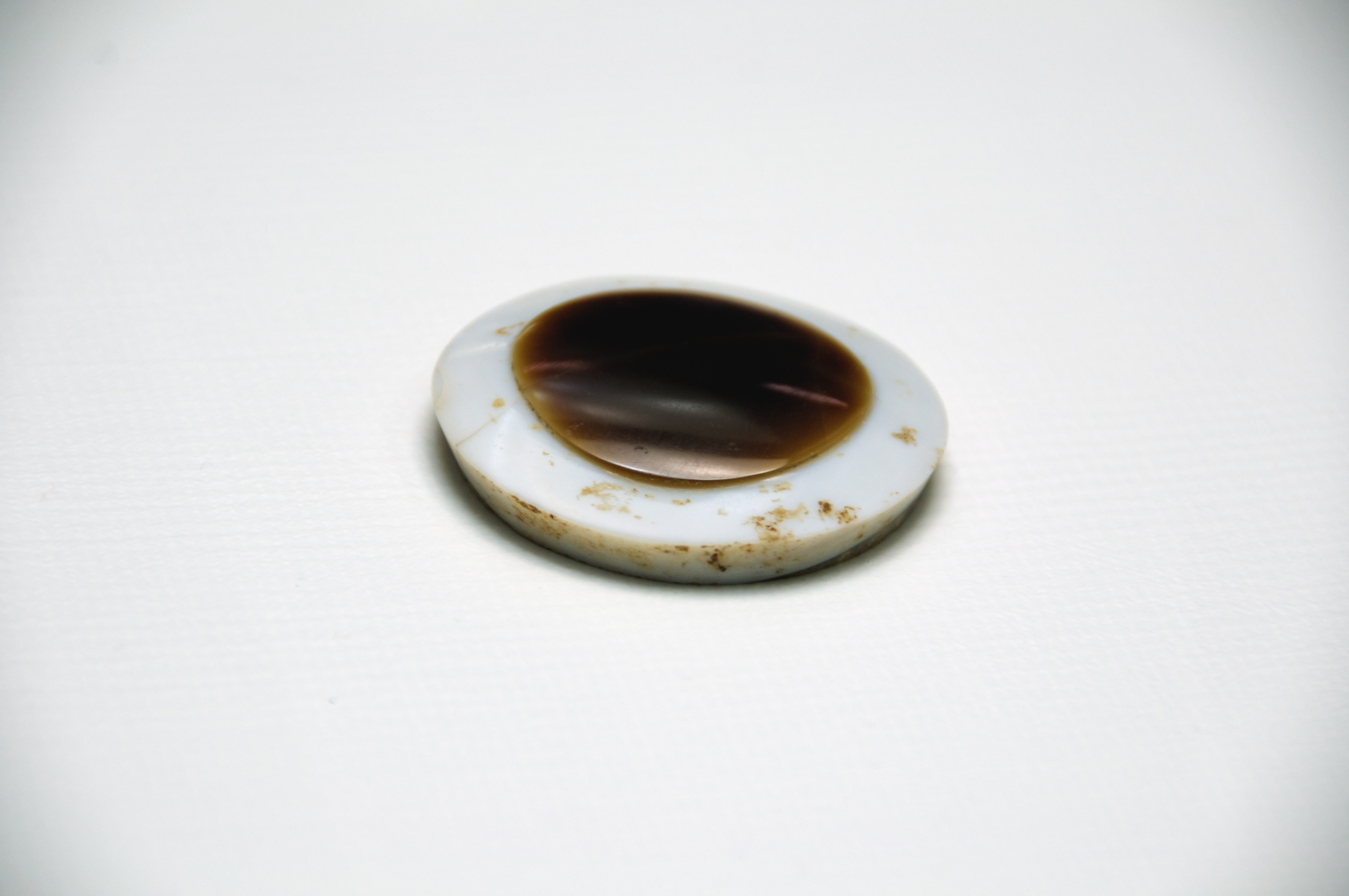
چشم یکی از مجسمه‌های تخت‌جمشید. موزه هخامنشی، پارسه.

بر درگاه‌های این کاخ که بخش اعظمش در آتش اسکندر مقدونی سوخت، نقش‌هایی از ورود پادشاه به همراه خدمه خواجه به تالار مرکزی و نیز صحنه نبرد پادشاه یا هیولایی افسانه‌ای حک شده‌است. این کاخ اکنون به موزه تخت جمشید تبدیل شده‌است.
دو کتیبه جانشینی و دیوان خشایارشا که از این کاخ کشف شده بود، در موزه ایران باستان قرار دارد.